# William Bourchier, 1. Count of Eu
William Bourchier, 1. Count of Eu (* um 1374; † 28. Mai 1420 in Troyes) war ein englischer Ritter und Graf von Eu in der Normandie.

## Leben
Er war der Sohn des englischen Ritters Sir William Bourchier († 1375) aus dessen Ehe mit Alianore (1345–1397), Tochter des Sir John de Lovayne. Sein Vater war ein Enkel des 1. Baron Bourchier. Er wurde zum Knight Bachelor geschlagen und erbte aus dem Nachlass seiner Mutter mehrere Güter in Suffolk und Essex.
Im Oktober 1405 heiratete er heimlich Anne of Gloucester, Witwe des Thomas Stafford, 3. Earl of Stafford sowie des Edmund Stafford, 5. Earl of Stafford, Tochter des Thomas of Woodstock, 1. Duke of Gloucester und Enkelin König Eduards III. Gegen Zahlung eines erheblichen Bußgeldes erhielt das Paar am 10. November 1405 die Vergebung König Heinrichs IV. Mit Anne hatte er fünf Kinder:
- Henry Bourchier, 1. Earl of Essex, 2. Count of Eu (um 1409–1483) ⚭ Isabel Plantagenet, Tochter des Richard of Conisburgh, 1. Earl of Cambridge;
- William Bourchier, iure uxoris 9. Baron FitzWarine (1407–1470) ⚭ Thomasine Hankford, 9. Baroness FitzWarine (1423–1453);
- Thomas Bourchier (1413–1486), Erzbischof von Canterbury, Kardinal, Lordkanzler von England;
- John Bourchier, 1. Baron Berners (um 1415–1474) ⚭ Margerie Berners;
- Eleanor Bourchier (um 1417–1474) ⚭ John Mowbray, 3. Duke of Norfolk.

Im Hundertjährigen Krieg kämpfte er 1415 in der Schlacht von Azincourt und nahm 1417 im Gefolge König Heinrichs V. an dessen zweitem Feldzügen in zur Eroberung der Normandie teil. 1419 wurde er zum Captain der Stadtfestung von Dieppe ernannt und nahm die Unterwerfung der Stadt und Grafschaft Eu entgegen. Der französische Graf von Eu, Charles d’Artois, befand sich seit Azincourt in englischer Gefangenschaft und lehnte es ab dem englischen König zu huldigen. Heinrich V. belehnte Bourchier daraufhin am 10. Juni 1419 mit der Grafschaft Eu und verlieh ihm den erblichen Titel Count of Eu.
Bourchier starb bereits ein Jahr später in Troyes in der Champagne und wurde in Llanthony Priory in Monmouthshire begraben. Seinen Titel erbte sein ältester Sohn Henry.